# Catasetum charlesworthii
Catasetum charlesworthii är en orkidéart som först beskrevs av Rudolf Mansfeld, och fick sitt nu gällande namn av Rudolph Jenny. Catasetum charlesworthii ingår i släktet Catasetum och familjen orkidéer.
Artens utbredningsområde är Venezuela. Inga underarter finns listade i Catalogue of Life.